# Романюк, Николай Иванович
Николай Иванович Романов (1922—1995) — сержант Советской Армии, участник Великой Отечественной войны, Герой Советского Союза (1944).

## Биография
Николай Романюк родился 9 мая 1922 года в селе Анновка (ныне — Ивановский район Амурской области). После окончания начальной школы проживал и работал в Благовещенске. В июне 1941 года Романюк был призван на службу в Рабоче-крестьянскую Красную Армию. С августа того же года — на фронтах Великой Отечественной войны. В боях был четыре раза ранен.
К июню 1944 года сержант Николай Романюк командовал отделением роты автоматчиков 234-го стрелкового полка 179-й стрелковой дивизии 43-й армии 1-го Прибалтийского фронта. Отличился во время освобождения Витебской области Белорусской ССР. 23 июня 1944 года отделение Романюка участвовал в боях за освобождение населённых пунктов Шумилино и Сиротино, уничтожив около 30 солдат и офицеров противника. 24 июня 1944 года Романов в числе первых переправился через Западную Двину в районе деревни Вяжище (ныне — Будилово Бешенковичского района) и принял активное участие в боях за захват и удержание плацдарма. В тех боях Романюк был ранен, но продолжал сражаться, отразив большое количество немецких контратак. 26 июня 1944 года отделение Романюка перерезало шоссе Витебск-Бешенковичи, уничтожив 52 автомашины, около 50 солдат и офицеров противника, ещё более 20 взяло в плен.
Указом Президиума Верховного Совета СССР от 22 июля 1944 года за «образцовое выполнение боевых заданий командования и проявленные при этом мужество и героизм» сержант Николай Романюк был удостоен высокого звания Героя Советского Союза с вручением ордена Ленина и медали «Золотая Звезда».
В 1946 году Романюк был демобилизован. Проживал и работал в Благовещенске. Умер 10 октября 1995 года.
Был также награждён орденом Отечественной войны 1-й степени и рядом медалей.